# サッカーブータン女子代表
サッカーブータン女子代表（サッカーブータンじょしだいひょう）は、ブータンサッカー連盟(英語: Bhutan Football Federation, 略称：BFF)によって編成されるブータンの女子サッカーナショナルチームである。アジアサッカー連盟(AFC)に所属している。2010年に代表チームが結成された。アジアの女子サッカー選手権であるAFC女子アジアカップには予選を含め出場したことがない。
女子ワールドカップ、オリンピックともに出場はない。

## ワールドカップの成績
- 1991 - 不参加
- 1995 - 不参加
- 1999 - 不参加
- 2003 - 不参加
- 2007 - 不参加
- 2011 - 不参加

## オリンピックの成績
- 1996 - 不参加
- 2000 - 不参加
- 2004 - 不参加
- 2008 - 不参加
- 2012 - 不参加

## アジアカップの成績
- 1975 - 不参加
- 1977 - 不参加
- 1979 - 不参加
- 1981 - 不参加
- 1983 - 不参加
- 1986 - 不参加
- 1989 - 不参加
- 1991 - 不参加
- 1993 - 不参加
- 1995 - 不参加
- 1997 - 不参加
- 1999 - 不参加
- 2001 - 不参加
- 2003 - 不参加
- 2006 - 不参加
- 2008 - 不参加
- 2010 - 不参加

## 南アジア女子サッカー選手権の成績
| 開催年 | 結果               | 試合 | 勝利 | 引分 | 敗戦 | 得点 | 失点 |
| ------ | ------------------ | ---- | ---- | ---- | ---- | ---- | ---- |
| 2010   | グループリーグ敗退 | 3    | 0    | 1    | 2    | 1    | 28   |
| 2012   | グループリーグ敗退 | 3    | 0    | 0    | 3    | 0    | 16   |
| 2014   | グループリーグ敗退 | 3    | 0    | 0    | 3    | 1    | 15   |
| 2016   | グループリーグ敗退 | 3    | 0    | 0    | 3    | 1    | 13   |
| 合計   | 4/4                | 12   | 0    | 1    | 11   | 3    | 72   |

## FIFAランキング
- 初登場 - 127位(2011年3月)
- 最高順位 - 127位(2011年3月)
- 最低順位 - 136位(2011年12月)